# Zapornia pusilla
La polluela chica (Zapornia pusilla) es una especie de ave gruiforme de la familia Rallidae ampliamente distribuida por de Eurasia, África y Australasia.

## Descripción

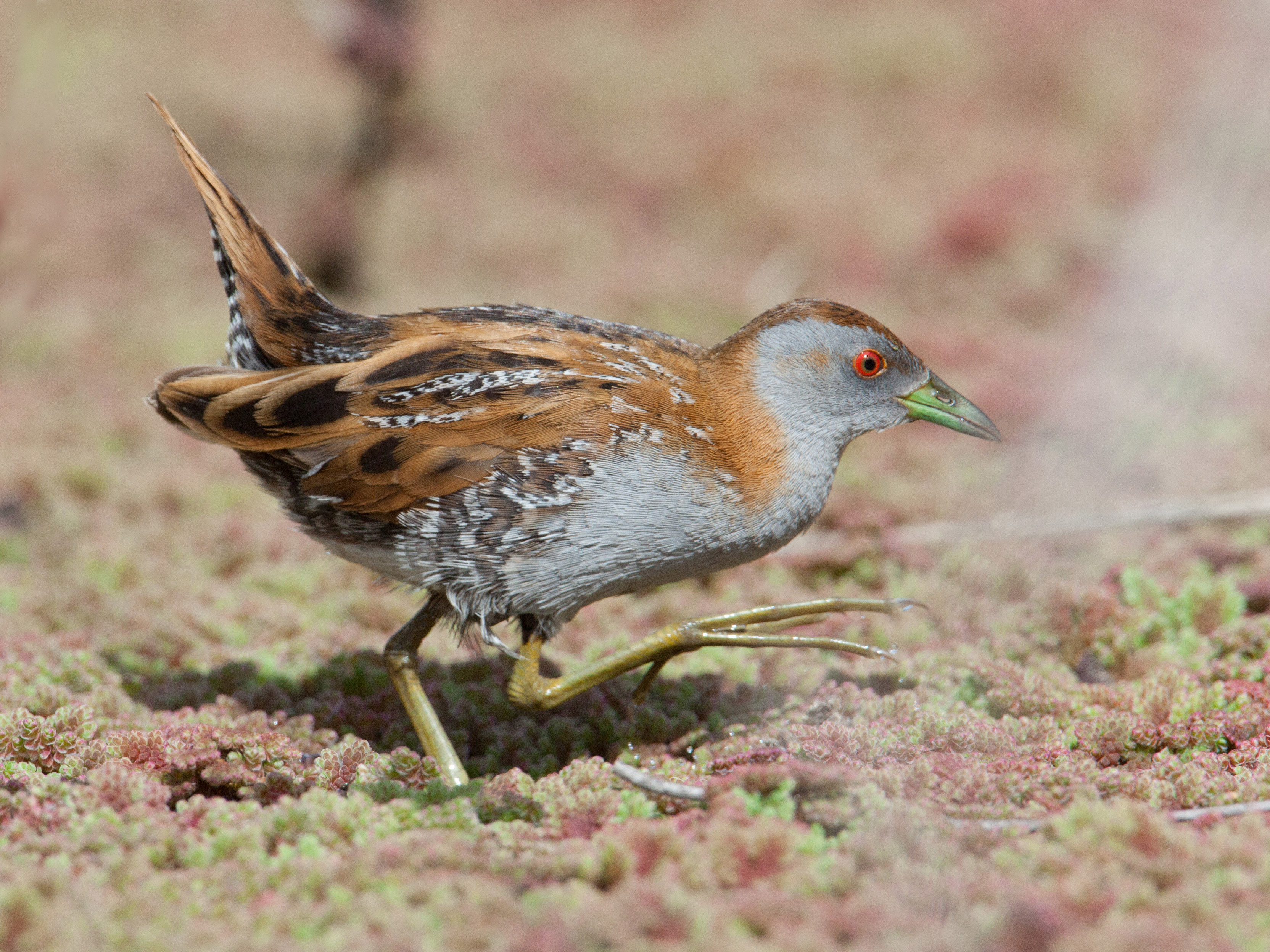
Ejemplar en Australia.

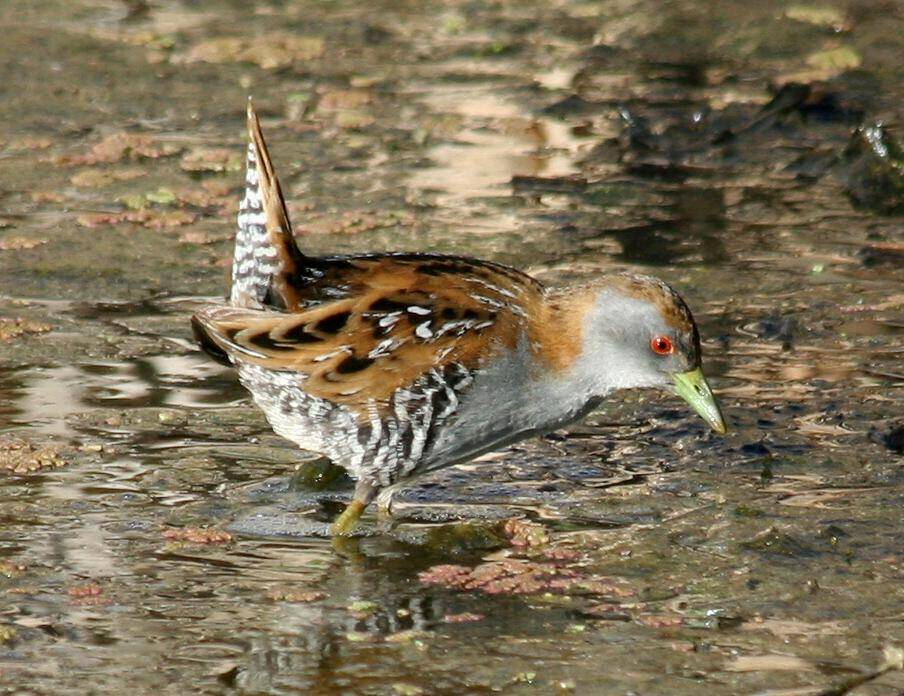
Polluela chica (P. p. palustris) en Queensland, Australia.

La polluela chica mide entre 17 y 19 cm de largo y tiene una envergadura alar de 33-37 cm. Es similar a la polluela bastarda pero ligeramente menor, y sus plumas primarias sobresalen menos por detrás cuando tiene las alas plegadas. La polluela chica tiene un pico corto y recto, de color amarillo o verdoso. Los adultos de polluela chica tienen un plumaje pardo rojizo con marcas blancas irregulares en las partes superiores, mientras que su rostro, pecho y vientre son de color gris azulado. Sus flancos están listados en negro y blanco. Tiene la cola corta y moteada en la parte inferior. Sus patas tienen dedos largos y son de color variable, verdosas o rosáceas.
Las jóvenes polluelas chicas son similares a los adultos, pero tienen un plumaje más moteado. Los polluelos recién nacidos son negros, como en todas las especies de rállidos.

## Taxonomía y etimología
La polluela chica se clasifica en el género Porzana, que pertenece a la familia Rallidae, una familia de aves acuáticas y semiacuáticas de tamaño medio, aunque pequeñas en comparación con el resto de Gruiformes. Las rállidas suelen tener la cola corta, robustas patas con dedos largos, plumajes discretos y el cuello más corto que las grullas. Los miembros de Porzana se caracterizan por carecer de los conspicuos escudos frontales del resto de rállidas y ser más pequeños.
La polluela chica fue descrita científicamente por Peter Simon Pallas en 1776, con el nombre científico de Rallus pusillus. Posteriormente fue trasladada al género Porzana, creado por el zoólogo francés Louis Jean Pierre Vieillot en 1816. Porzana es la latinización del término véneto sporzana usado para nombrar a las polluelas, mientras que en latín pusilla significa «diminuta».
Se reconocen seis subespecies de Porzana pusilla:
- Porzana pusilla pusilla - se extiende de Asia Oriental hasta el río Amur, llegando por el sur hasta Irán y el norte de la India, y ocasionalmente a Sumatra e Indonesia, pasa el invierno en el sur de la India, Sri Lanka, Birmania, el sur de China, Indonesia y Filipinas;
- Porzana pusilla intermedia - Se extiende por Europa, Asia menor, África y Madagascar;
- Porzana pusilla mayri - ocupa la mayor parte de Nueva Guinea;
- Porzana pusilla mira - presente en Borneo;
- Porzana pusilla palustris - se encuentra en el este de Nueva Guinea y Australia;
- Porzana pusilla affinis - se encuentra en Nueva Zelanda e islas Chatham.

## Distribución

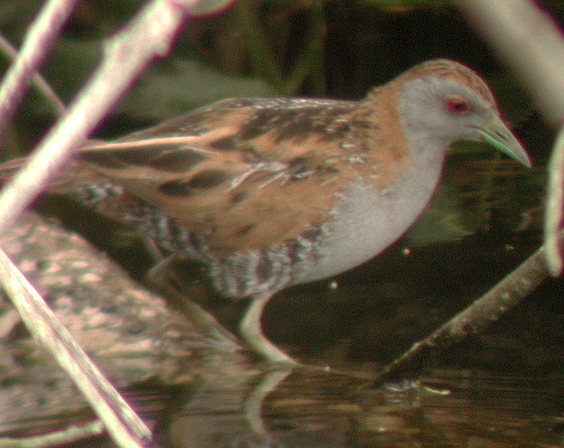
Habitan en los humedales.

La polluela chica es un ave migratoria que cría en los humedales de Europa, principalmente en el este, y en Asia. La especie solía habitar en las islas británicas hasta mediados del siglo XIX, pero la población de Europa Occidental se redujo considerablemente debido al drenaje de terrenos húmedos y la consecuente destrucción de su hábitat. Al llegar el otoño migra para pasar el invierno en África oriental y el sur de Asia. También reside de forma sedentaria en África y Australasia. 
En septiembre del año 2000 un ejemplar de esta especie fue avistada en la isla Attu en Norteamérica, pero su presencia en el continente americano es anecdótica.

## Conducta

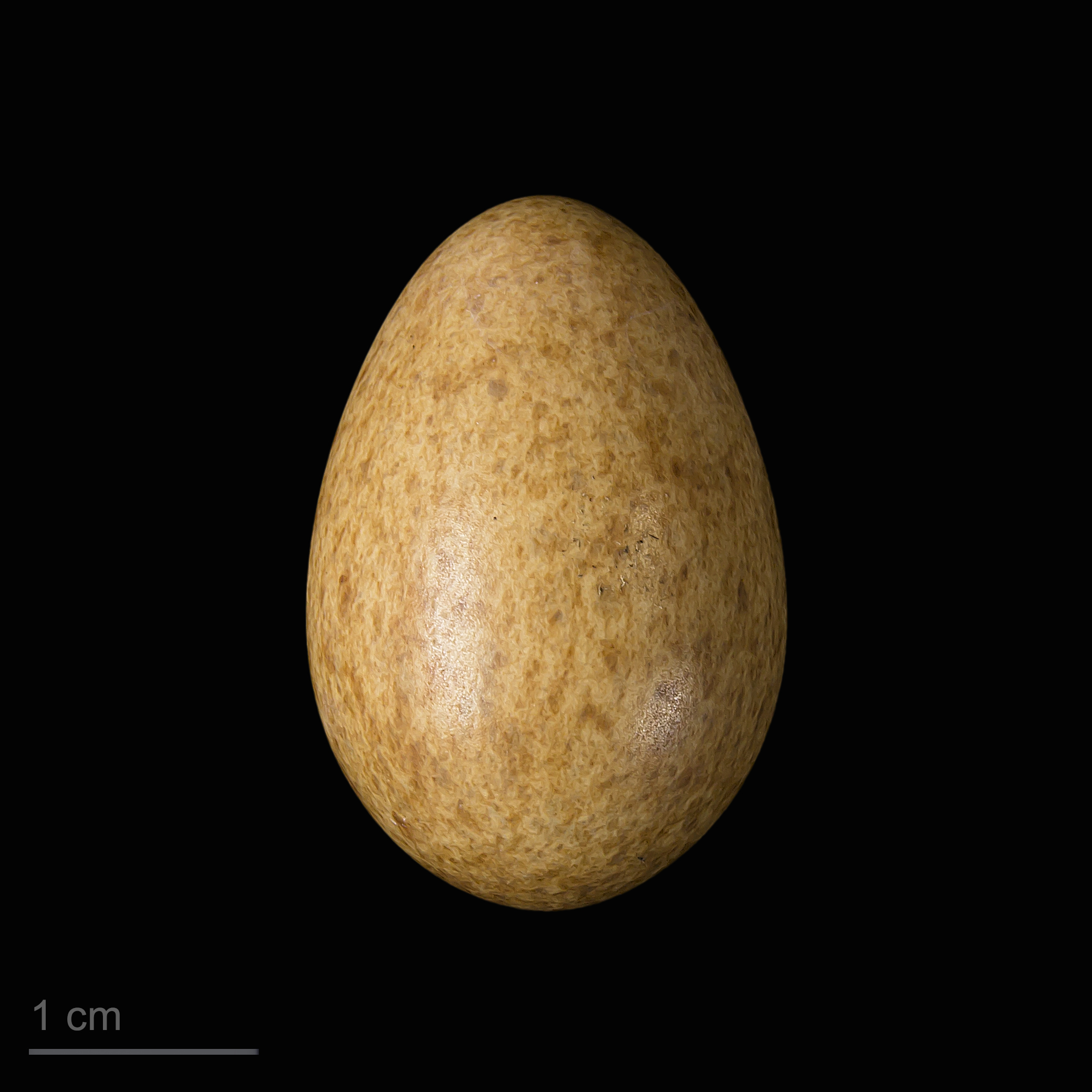
Porzana pusilla - MHNT

La polluela chica se alimenta en el lodo o agua poco profunda, atrapando su alimento que detecta mediante la vista. Se alimentan principalmente de insectos y pequeños animales acuáticos.
Durante la estación de cría las polluelas chicas suelen permanecer ocultas, y es más probable escuchar su canto que descubrir su presencia. Durante el otoño pueden verse en bandadas migratorias. Son aves muy ruidosas y su canto consiste en un castañeteo rápido. Anida en un emplazamiento seco junto a pantanos y humedales, depositando una puesta media de 4-8 huevos.

## Estado de conservación

### Internacional
A nivel global la polluela chica se considera una especie bajo preocupación menor en la lista roja de la UICN. La polluela chica es una de las especies a las que se aplica el Acuerdo de Conservación de Aves Acuáticas de África y Eurasia.

### Australia
En Australia la polluela chica no es un ave amenazada. Sin embargo, su conservación varía entre estados dentro del país. Por ejemplo:
- La polluela chica aparece como especie amenazada en el Acta de Conservación de Flora y Fauna del estado de Victoria (1988).[7][8]
- En el año 2007 la polluela chica pasó a ser una especie vulnerable en el estado de Victoria.[9]